# Szymon Krzeszowiec
Szymon Krzeszowiec (ur. 20 kwietnia 1974 w Tychach) − polski skrzypek; solista, kameralista i pedagog. Prymariusz Kwartetu Śląskiego oraz muzyk smyczkowego Tria Aristos.

## Edukacja
Edukację muzyczną rozpoczął jako kilkuletni uczeń ZPSM w Katowicach pod okiem mgr Urszuli Szygulskiej. Kontynuował naukę w Liceum Muzycznym im. K. Szymanowskiego w Katowicach, pracując wtedy pod kierunkiem prof. Pawła Puczka. Uczestniczył w Mistrzowskich Kursach w Łańcucie oraz Letniej Akademii Muzycznej w Żaganiu. Następnie studiował w Akademii Muzycznej im. Karola Szymanowskiego w Katowicach, w klasie skrzypiec prof. Romana Lasockiego (dyplom z wyróżnieniem). W latach 1993–1997, gdy był studentem katowickiej uczelni, został laureatem konkursów skrzypcowych w Poznaniu (Ogólnopolski Konkurs Skrzypcowy im. Z. Jahnkego), Warszawie (Konkurs na Skrzypce Solo Tadeusza Wrońskiego), Konkursu Muzyki Kameralnej im. Kiejstuta Bacewicza w Łodzi oraz konkursu skrzypcowego we włoskiej Brescii. Szymon Krzeszowiec ukończył także studia podyplomowe w Conservatorium van Amsterdam pod kierunkiem prof. Hermana Krebbersa.
W trakcie studiów doskonalił swoje umiejętności na kursach muzycznych u pedagogów takich jak Glenn Dicterow, Dmitri Ferschtman, Paweł Głombik, Yair Kless, Krzysztof Węgrzyn i Tadeusz Wroński.

## Działalność artystyczna

### Solista
W ciągu ostatnich kilkunastu lat jako solista występował z takimi zespołami jak NOSPR, Sinfonia Varsovia, Orkiestra Symfoniczna Filharmonii Śląskiej, Orkiestra Kameralna Miasta Tychy AUKSO, a także z większością polskich orkiestr filharmonicznych pod batutą znakomitych dyrygentów jak np. Mirosław Jacek Błaszczyk, Jacek Boniecki, Leo Brouwer, Tomasz Bugaj, Szymon Bywalec, Sławomir Chrzanowski, Michał Dworzyński, Czesław Grabowski, Jan Wincenty Hawel, Michał Klauza, Jerzy Kosek, Marek Moś, Michał Nesterowicz, Grzegorz Nowak, Charles Olivieri-Munroe, Janusz Powolny, Ahmed el Saedi, Jerzy Salwarowski, Robert Satanowski, Tadeusz Strugała, Jerzy Swoboda, Tomasz Tokarczyk, Tadeusz Wicherek, Piotr Wijatkowski, Tadeusz Wojciechowski, Christoph Wyneken, Jan Miłosz Zarzycki.

### Współpraca z pianistami
Szymon Krzeszowiec współpracuje z pianistami, m.in. z Marią Szwajger-Kułakowską, a także Wojciechem Świtałą, z którym wspólne występy zaowocowały płytą CD. Muzycy zarejestrowali komplet sonat fortepianowo-skrzypcowych Johannesa Brahmsa dla SONY Classical (2001). Płyta ta została nominowana do nagrody „Fryderyk” w kategorii najlepszego nagrania muzyki kameralnej roku 2005. W roku 2011 Szymon Krzeszowiec nagrał, wraz ze szwedzkim pianistą Niklasem Sivelövem album "Fratres" dla wytwórni DUX. Płyta ta zawiera utwory kompozytorów XX wieku na skrzypce i fortepian.

### Kwartet Śląski
Od 2001 roku Szymon Krzeszowiec jest prymariuszem Kwartetu Śląskiego. Wykonując muzykę kameralną współpracował z wieloma znakomitymi solistami, takimi jak Max Artved, Detlef Bensman, Bruno Canino, Dmitri Ferschtman, Maciej Grzybowski, Paul Gulda, Krzysztof Jabłoński, Krzysztof Jakowicz, Andrzej Jasiński, Jadwiga Kotnowska, Ralph Kirshbaum, Mats Lidstroem, Waldemar Malicki, Vladimir Mendelssohn, Tomasz Miczka, Bartłomiej Nizioł, Janusz Olejniczak, Bruno Pasquier, Piotr Pławner, Ewa Pobłocka, Dominik Połoński, Niklas Sivelöv, Jan Stanienda, Tomasz Strahl, Piotr Szymyślik, Marek Toporowski oraz kwartetami smyczkowymi Dominant, Lutosławski, Royal, Stamic, Vanbrugh, Wieniawski.
Z ponad 15 autorskich płyt CD Kwartetu Śląskiego, w których nagraniu uczestniczył Krzeszowiec, większość stanowi rejestrację muzyki polskiej ostatniego 30-lecia. Dzieła kameralne tego okresu często są umieszczane w programach koncertów zespołu, którego jednym z priorytetów jest propagowanie muzyki współczesnej. Za prawykonanie „Symfonii Rytuałów” Witolda Szalonka podczas 45 Międzynarodowego Festiwalu „Warszawska Jesień”, Kwartet Śląski otrzymał nagrodę „Orfeusz”, przyznawaną co roku przez Stowarzyszenie Polskich Artystów Muzyków.

### Trio Aristos
Przebywając w Amsterdamie, Szymon Krzeszowiec zetknął się z duńskim wiolonczelistą Jakobem Kullbergiem i altowiolistą Alexandrem Øllgaardem, z którymi od 2004 roku artysta współtworzy smyczkowe Trio Aristos. Kontakt z nimi zaowocował także znajomością ze duńskim kompozytorem Perem Nørgårdem, który powierzył zespołowi kilka prawykonań swoich kompozycji. Występując z Trio Aristos Krzeszowiec zdobył w 2006 roku pierwsze lokaty na prestiżowych międzynarodowych konkursach muzyki kameralnej w Kopenhadze i Sondershausen (Niemcy).

## Działalność pedagogiczna
Od 1998 roku Szymon Krzeszowiec jest wykładowcą macierzystej uczelni, a od 2013 roku wykłada na stanowisku profesora nadzwyczajnego. Równocześnie uczy w Państwowej Ogólnokształcącej Szkole Muzycznej II st. im. K. Szymanowskiego w Katowicach, a od 2004 roku regularnie prowadzi letnie kursy muzyki kameralnej podczas Międzynarodowego Festiwalu Kameralistyki Ensemble w Książu. Prowadzi również warsztaty i konsultacje, głównie w szkołach muzycznych I i II stopnia regionu śląskiego oraz zasiada w jury krajowych i międzynarodowych konkursów skrzypcowych.

## Dyskografia
| Rok wydania | Tytuł albumu, wykonawcy | Utwory | Wydawca                                                                                  |
| ----------- | --- | --- | ---------------------------------------------------------------------------------------- |
| 2011        | FRATRES Szymon Krzeszowiec – skrzypce Niklas Sivelöv – fortepian | Igor Strawiński – Suita na motywach tematów, fragmentów i utworów G.B. Pergolesiego Luigi Dallapiccola – Tartiniana Seconda Max Reger – Suita w dawnym stylu op. 93 Arvo Pärt – Fratres Alfred Schnittke – Suita w dawnym stylu op. 80 | DUX 0840                                                                                 |
| 2011        | POKOLENIE STALOWOWOLSKIE Wszystkie utwory na kwartet smyczkowy Album nominowany do nagrody "Fryderyk" Agata Zubel – sopran Maria Grochowska – flet Jadwiga Czarkowska – klarnet Mirosław Neinert – recytacja Krzysztof Jaguszewski – perkusja Piotr Połaniecki – perkusja Michał Klauza – dyrygent Witold Serafin – altówka Józef Gomolka – wiolonczela Marek Moś – skrzypce Kwartet Śląski | CD 1 Andrzej Krzanowski: I Kwartet smyczkowy wersja A I Kwartet smyczkowy wersja B II Kwartet smyczkowy Con vigore. Koncert dla ośmiu wykonawców CD 2 Andrzej Krzanowski: Audycja VI na sopran i kwartet smyczkowy III Kwartet smyczkowy CD 3 Andrzej Krzanowski: "Reminiscenza" na kwartet smyczkowy wersja B Relief IX "Szkocki" na kwartet smyczkowy i taśmę Aleksander Lasoń: "Relief dla Andrzeja CD 4 Aleksander Lasoń: I Kwartet smyczkowy II Kwartet smyczkowy III Kwartet smyczkowy "20 dla 4" CD 5 Aleksander Lasoń: IV Kwartet smyczkowy "Tarnogórski" V Kwartet smyczkowy "Siedem i pół kwartetu" CD 6 Aleksander Lasoń: VI Kwartet smyczkowy VII Kwartet smyczkowy Muzyka kameralna I "Stalowowolska" Eugeniusz Knapik: Kwartet smyczkowy | Fundacja Musica Pro Bono Nagrania pochodzą z lat 1983 – 2011                             |
| 2010        | STANISŁAW KRUPOWICZ – “TYLKO BEATRYCZE” Kwartety Smyczkowe i komputer Kwartet Śląski | St. Krupowicz: Wariacje pożegnalne na temat Mozarta Tylko Beatrycze Prolongement | Fundacja Musica Pro Bono FMPB CD004                                                      |
| 2009        | KALEIDOSCOPE Polska muzyka współczesna na skrzypce solo Szymon Krzeszowiec – skrzypce | K. Meyer – Sonata op. 36 S. Moryto – Aria e Chorale P. Szymański – Kaleidoscope for M.C.E K. Penderecki – Cadenza T. Wielecki – Przędzie się nić...II E. Knapik – Filo d’Arianna W. Szalonek – Chaconne-Fantaisie | DUX 0688                                                                                 |
| 2009        | GET STRING Duńskie współczesne kwartety smyczkowe Kwartet Śląski | S. Steen-Andersen – String Quartet Ch .W. Christensen – String Quartet J. Holmen – Insend/Ascend S. Christensen – Towards nothingness J. Voigt-Lund – Circuitous Mountains | dacapo CD 8.226530                                                                       |
| 2008        | ANDRZEJ DZIADEK – utwory wybrane Kwartet Śląski | A. Dziadek: II Kwartet smyczkowy | Polskie Radio Katowice PRK CD086                                                         |
| 2008        | HELENA TULVE – LIJNEN Kwartet Śląski różni wykonawcy | H. Tulve: nec ros, nec pluvia... na kwartet smyczkowy | ECM New Series ECM 1955 476 6389 "Bestenliste der Deutschen Schallplattenkritik" 03/2008 |
| 2008        | HENRYK MIKOŁAJ GÓRECKI – STRING QUARTETS Kwartet Śląski | H.M. Górecki: Już się zmierzcha, muzyka na kwartet smyczkowy (I Kwartet smyczkowy) op. 62 Quasi una Fantasia (II Kwartet smyczkowy) op. 64 Pieśni śpiewają (III Kwartet smyczkowy) op.67 | EMI Music Poland EMI 50999 2 36313 2 8                                                   |
| 2008        | ANDRZEJ KRZANOWSKI IN MEMORIAM Kwartet Śląski Agata Zubel | A. Krzanowski – VI Audycja na sopran i kwartet smyczkowy W. Widłak – ”Sotto voce” 5 Pieśni na for mezzosopran i kwartet smyczkowy R. Augustyn – Dedykacja na sopran i kwartet smyczkowy A. Krzanowski – I Kwartet smyczkowy, wersja B A. Lasoń – Relief dla Andrzeja | Fundacja Musica Pro Bono FMPB CD003                                                      |
| 2008        | ALEKSANDER TANSMAN – OD TRIA DO OKTETU VOL. 1 Utwory kameralne Kwartet Śląski Beata Bilińska – fortepian Piotr Szymyślik – klarnet | A. Tansman: Suite divertissement na kwartet fortepianowy Musica a cinque na fortepian i kwartet smyczkowy Musique a six na klarnet, fortepian i kwartet smyczkowy Musique na klarnet i kwartet smyczkowy | Stowarzyszenie Promocji Kultury im. A. Tansmana CD257                                    |
| 2007        | ALEKSANDER LASOŃ Kwartet Śląski | A. Lasoń: I Kwartet smyczkowy III Kwartet smyczkowy VII Kwartet smyczkowy | Fundacja Musica Pro Bono FMPB CD001                                                      |
| 2006        | PAWEŁ SZYMAŃSKI – utwory kameralne Kwartet Śląski Krzysztof Jaguszewski – wibrafon Roman Widaszek – klarnet | P. Szymański: Pięć utworów na kwartet smyczkowy Compartment 2, Car 7 na trio smyczkowe i wibrafon Dwa utwory na kwartet smyczkowy Recalling a Serenade na klarnet i kwartet smyczkowy Zdjęcie z przyjęcia urodzinowego (Kwartet Śląski z cieniem Bartoka) | EMI Music Poland EMI 0946 3 84393 2 5                                                    |
| 2006        | ALEKSANDER LASOŃ Kwartet Śląski | A. Lasoń: V Kwartet smyczkowy ”Pięć i pół kwartetu” VI Kwartet smyczkowy 20 dla 4 | Polskie Radio Katowice PRK CD076                                                         |
| 2005        | REPUBLIQUE Kwartet Śląski | piosenki Grzegorza Ciechowskiego w aranżacji Stefana Sendeckiego | EMI Music Poland "CD Roku 2005" według magazynu Hi-Fi Muzyka EMI 0946 3 46038 2 9        |
| 2005        | WITOLD LUTOSŁAWSKI / WITOLD SZALONEK Kwartet Śląski Michał Górczyński – klarnet basowy | W. Lutosławski: Kwartet smyczkowy W. Szalonek: Inside? – Outside? na klarnet basowy i kwartet smyczkowy Chaconne-Fantaisie na skrzypce solo | Polskie Radio Katowice PRK CD069                                                         |
| 2004        | ERNEST CHAUSSON Bruno Canino – fortepian Piotr Pławner – skrzypce Kwartet Śląski | E. Chausson: Koncert D-dur op. 21 na fortepian, skrzypce i kwartet smyczkowy Kwartet smyczkowy c-moll op. 35 | Polskie Radio Katowice PRK CD062                                                         |
| 2004        | ANDRZEJ KRZANOWSKI / ANDRZEJ PANUFNIK Kwartet Śląski Dominik Połoński – wiolonczela Elżbieta Mrożek – altówka | A. Krzanowski: Relief V na wiolonczelę solo Reminiscenza na kwartet smyczkowy wersja B Kwartet smyczkowy A. Panufnik: "Trans Of Thought" na sekstet smyczkowy "Song To The Virgin Mary" na sekstet smyczkowy | Polskie Radio Katowice PRK CD065                                                         |
| 2003        | ANDRZEJ PANUFNIK / ANDRZEJ KRZANOWSKI Kwartet Śląski | A. Panufnik: I Kwartet smyczkowy II Kwartet smyczkowy III Kwartet smyczkowy A. Krzanowski: Relief IX ”Szkocki” na kwartet smyczkowy i taśmę | Polskie Radio Katowice PRK CD056                                                         |
| 2003        | WITOLD SZALONEK Kwartet Śląski | W. Szalonek: 1+1+1+1 per 1-4 strumenti ad arco /wersja na skrzypce i wiolonczelę/ Symfonia Rytuałów na kwartet smyczkowy 1+1+1+1 per 1-4 strumenti ad arco /wersja na kwartet smyczkowy/ | Polskie Radio Katowice PRK CD058                                                         |
| 2003        | SALON BIELAJEWA Kwartet Śląski | A. Głazunow – Walc z "Novelettes" op.15 A. Głazunow – Preludio e Fuga N. Arcybuszew – Serenade J. Wihtol – Menuet M. d'Osten-Sacken – Berceuse A. Ladow – Mazurka N. Sokołow – Scherzo A. Ladow – Sarabande A. Borodin – Scherzo A. Głazunow – Courante A. Ladow – Fuga N. Sokołow, A. Głazunow, A. Ladow – Polka | Polskie Radio Katowice PRK CD048                                                         |
| 2002        | JOHANNES BRAHMS: PIANO & VIOLIN SONATAS Wojciech Świtała – fortepian Szymon Krzeszowiec – skrzypce | J. Brahms: Sonata G-dur op. 78 Sonata A-dur op. 100 Sonata d-moll op. 108 | Sony Music Poland SK 87712                                                               |